# بحيرة ثون

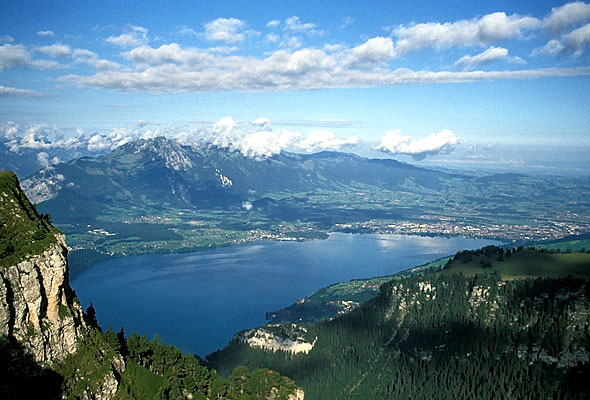
بحيرة تون

تقع  بحيرة ثون ( بالألمانية Thunersee) عند جبال الألب السويسرية. أخذت اسمها من مدينة ثون، على الشاطئ الشمالي.
تكون بحيرة ثون مستجمع مائي كبير لحوالي 2,500 كيلومتر مربع وكثيرا ما يسبب الفيضانات المحلية بعد هطول الأمطار غزيرة. ويحدث هذا بسبب نهر الأر الذي يرفد بحيرة تون والذي لديه القدرة المحدودة على التعامل مع جريان المياه الزائدة.
تبلغ مساحة البحيرة 48.3 كم2 وأقصى طول 17.5 كم وأقصى عرض 3.5 كم، فيما يصل أقصى عمق إلى 217 م.
يتم تغذية البحيرة بالمياه من بحيرة برينز الواقعة في الجنوب الشرقي والتي تقع أعلى من بحيرة ثون بستة أمتار. نشأت بحيرة ثون بعد العصر الجليدي الأخير، وكانت في الأصل جزءا من بحيرة برينز.
ويعتبر الصيد أمرا مهما ما يكفي لإبقاء مجموعة من صيادي الأسماك الفنيين عاملين في البحيرة، ففي عام 2001 م وصل وزن الصيد فيها إلى 53,000 كجم. ومنذ العام 1835 م عملت سفن الركاب على البحيرة وفي الوقت الحالي هناك عشر سفن للركاب تشغلها شركة سكة حديد المحلية BLS Lötschbergbahn [الإنجليزية].
وفي أعقاب الحرب العالمية الثانية وحتى عام 1964، شرعت الحكومة السويسرية للتخلص من الذخائر غير مستخدمة في بحيرة ثون، وقدرت كمية الذخائر الملقاة من 3000 إلى أكثر من 9,020 طن.

## معرض صور

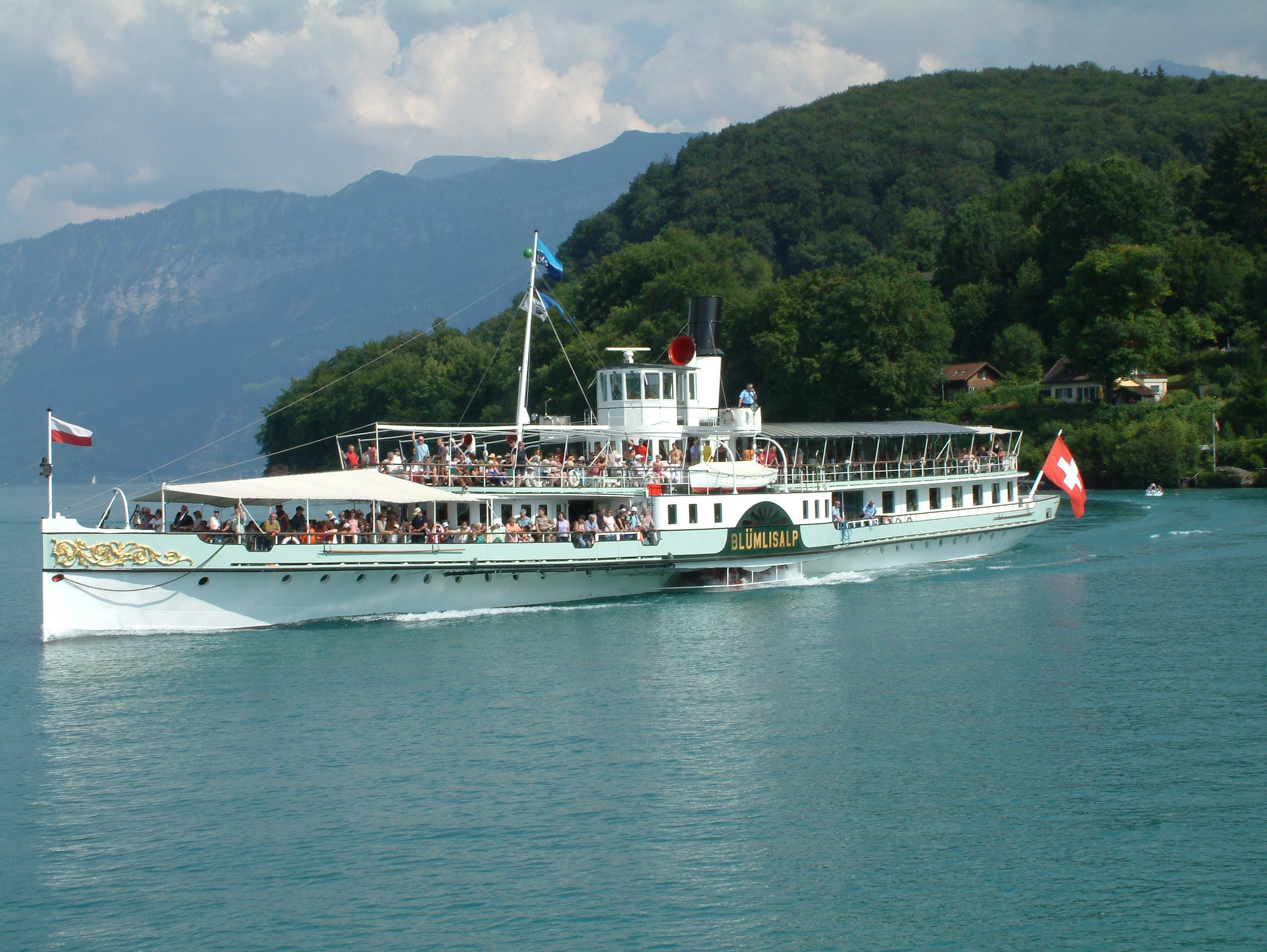
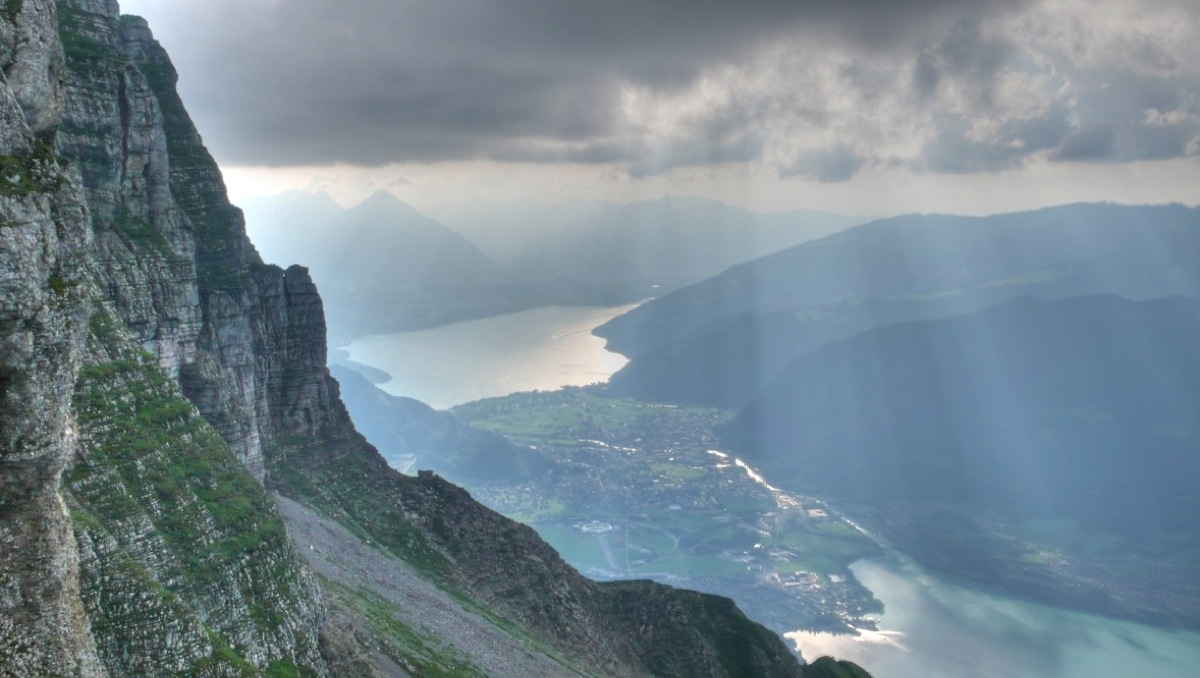
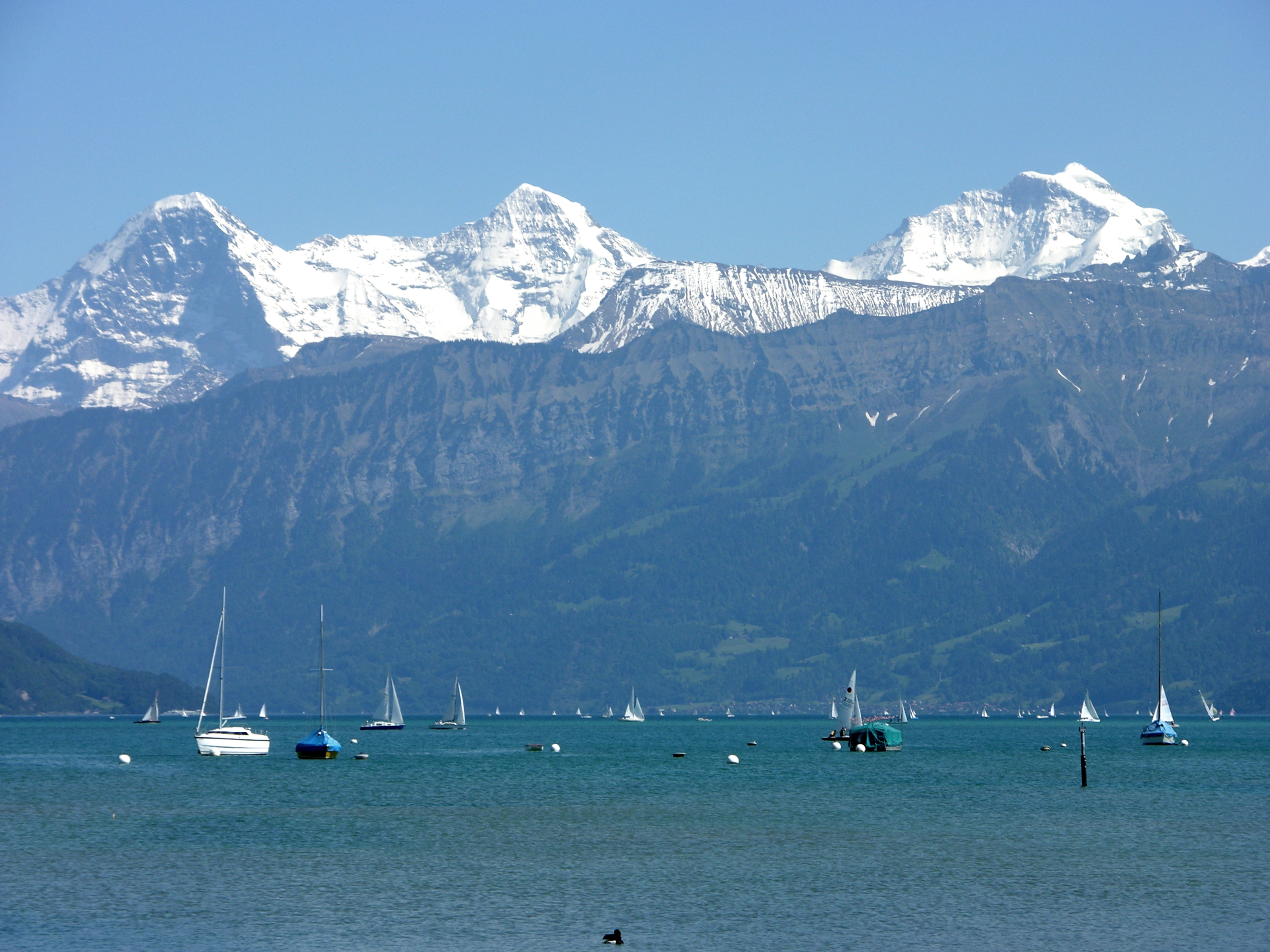
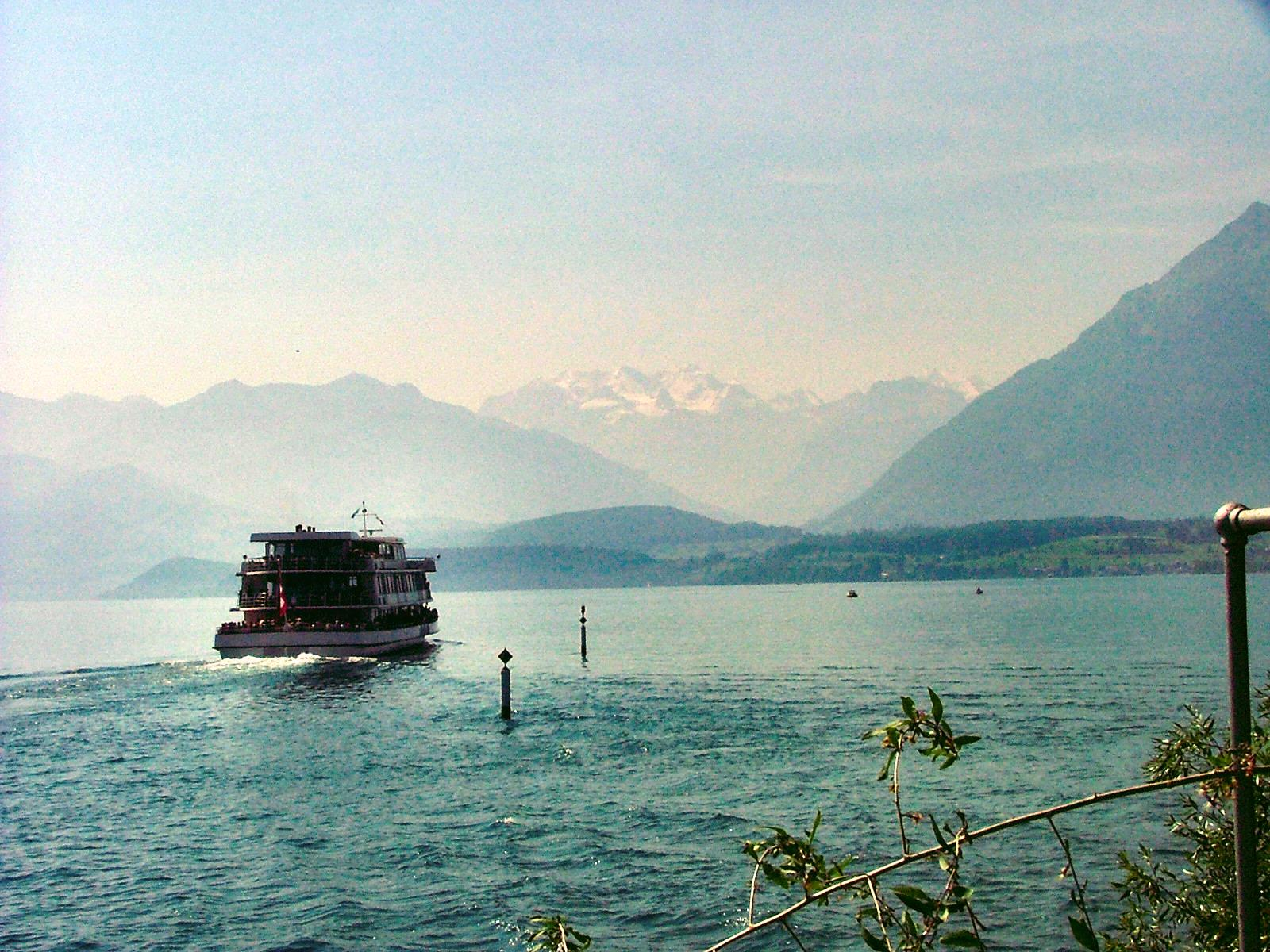
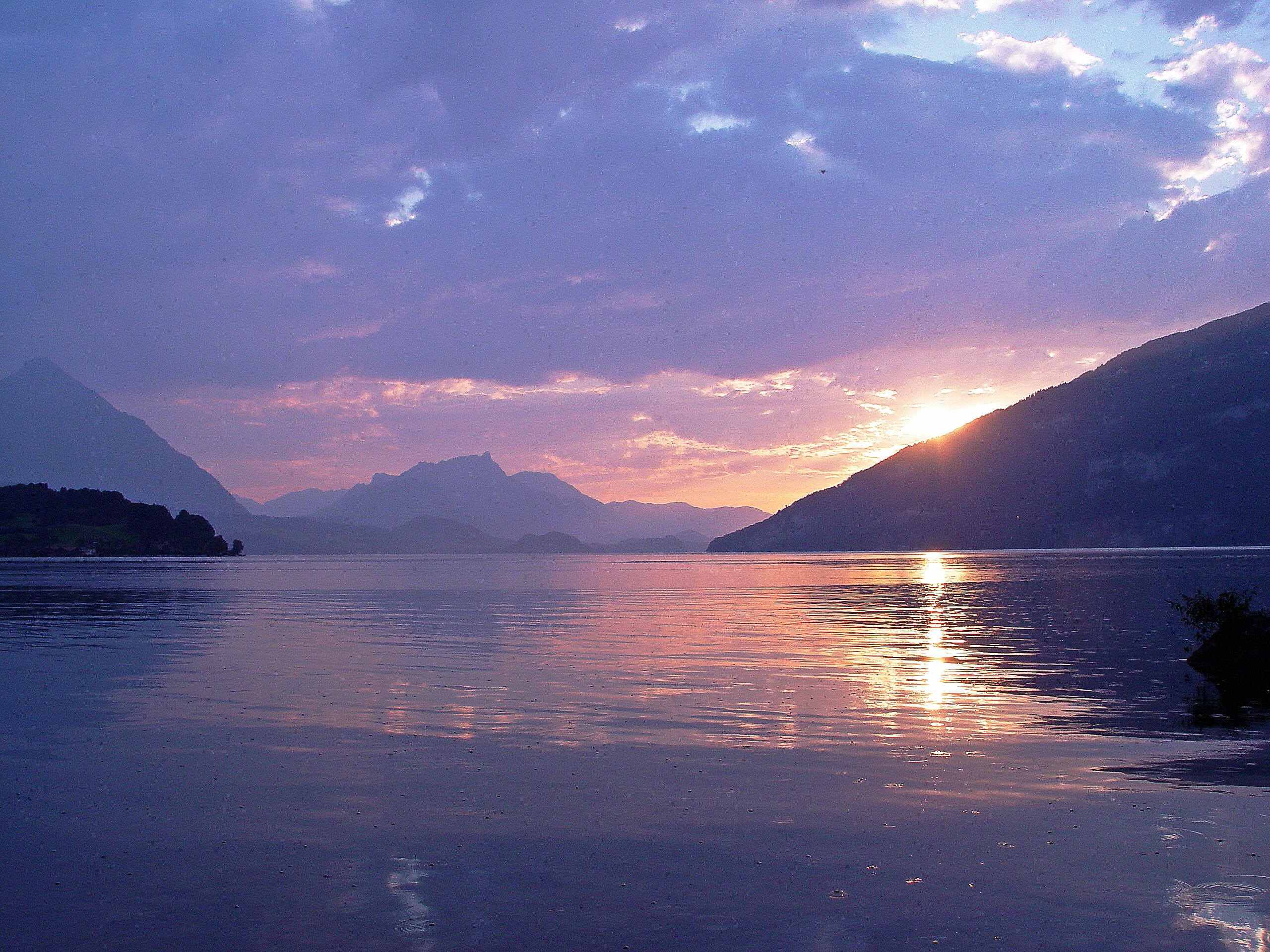

## وصلات خارجية
موقع بوابة السياحة لبحيرة ثون